# Центральний міський стадіон (Вінниця)
Центральний міський стадіон (колишній стадіон «Локомотив») — багатофункціональна спортивна споруда у місті Вінниця. Побудований 1949 року. Розширений і реконструйований 1980 року, до московської Олімпіади, автор проєкту Борис Гейлер.
До 2012 року на стадіоні проводила свої домашні матчі вінницька «Нива», а надалі виступає аматорська «Вінниця».
З жовтня 2022 року посаду директора Центрального міського стадіону займає відомий український професійний боксер Роман Головащенко.

## Історія

Галерея слави вінницького футболу

Стадіон «Локомотив» на 12 тис. місць у Вінниці відкрили 1959 року, за рік після створення однойменної футбольної команди. Перший офіційний матч відбувся 16 квітня 1958 року. Вінницька «Нива», яка тоді мала назву «Локомотив», перемогла з рахунком 2:1 івано-франківський «Спартак». На матч завітало 7 тисяч глядачів.
1980 року до літньої Олімпіади в Москві стадіон капітально реконструювали й розширили. Кількість місць було збільшено до 24 тисяч. Було встановлено електронне табло, розбудовано підтрибунні приміщення та розширено бігові доріжки.
1996 року було проведено косметичний ремонт чаші та підтрибунних приміщень у зв'язку з виступами «Ниви» у Кубку кубків.
2003 року спонсорами футбольної команди було встановлено 5 тисяч пластикових місць.
У зв'язку з ліквідацією «Ниви» 2012 року стадіон став використовуватися Вінницьким державним педагогічним університетом імені Михайла Коцюбинського для занять фізичною культурою студентів, а також проведення футбольних матчів аматорських футбольних команд, зокрема «Вінниця». Протягом десятиріч арена використовувалась, як майданчик для виступу артистів та політиків. Зокрема, такою мистецькою подією був концерт гурту Океан Ельзи 24 травня 2013 року.

## Галерея

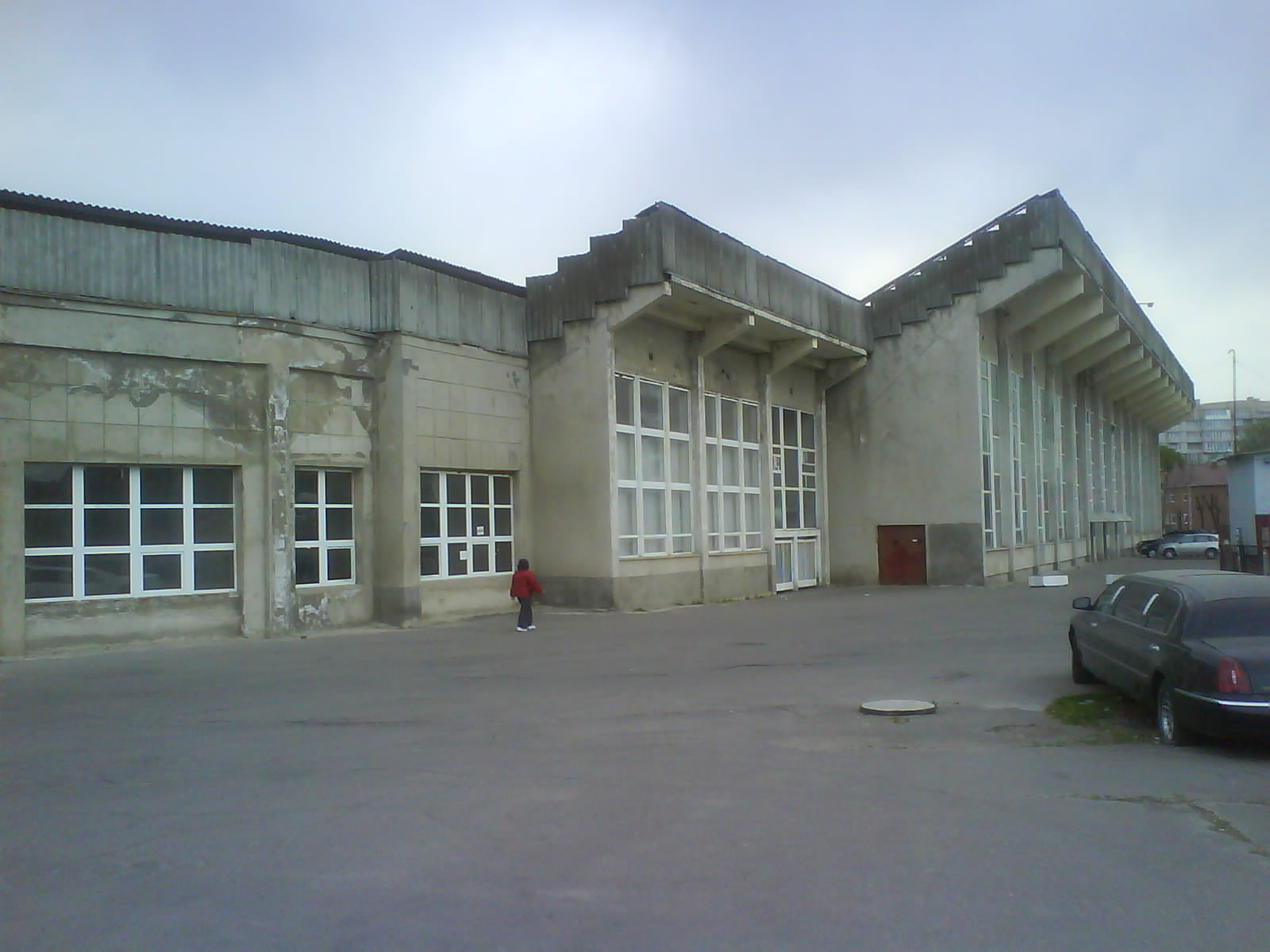
Вхід на стадіон
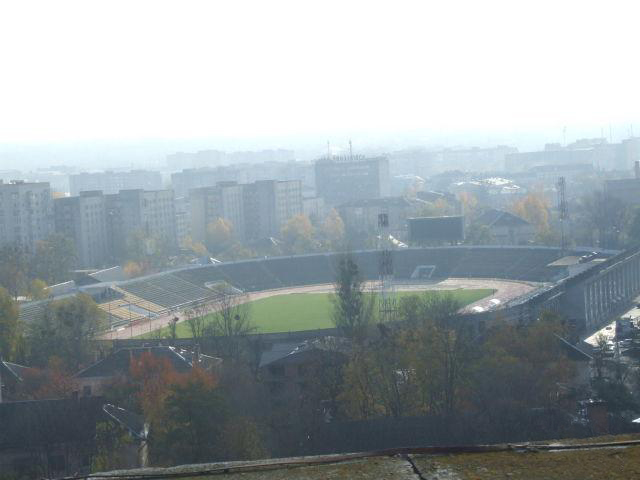
Загальний вигляд стадіону
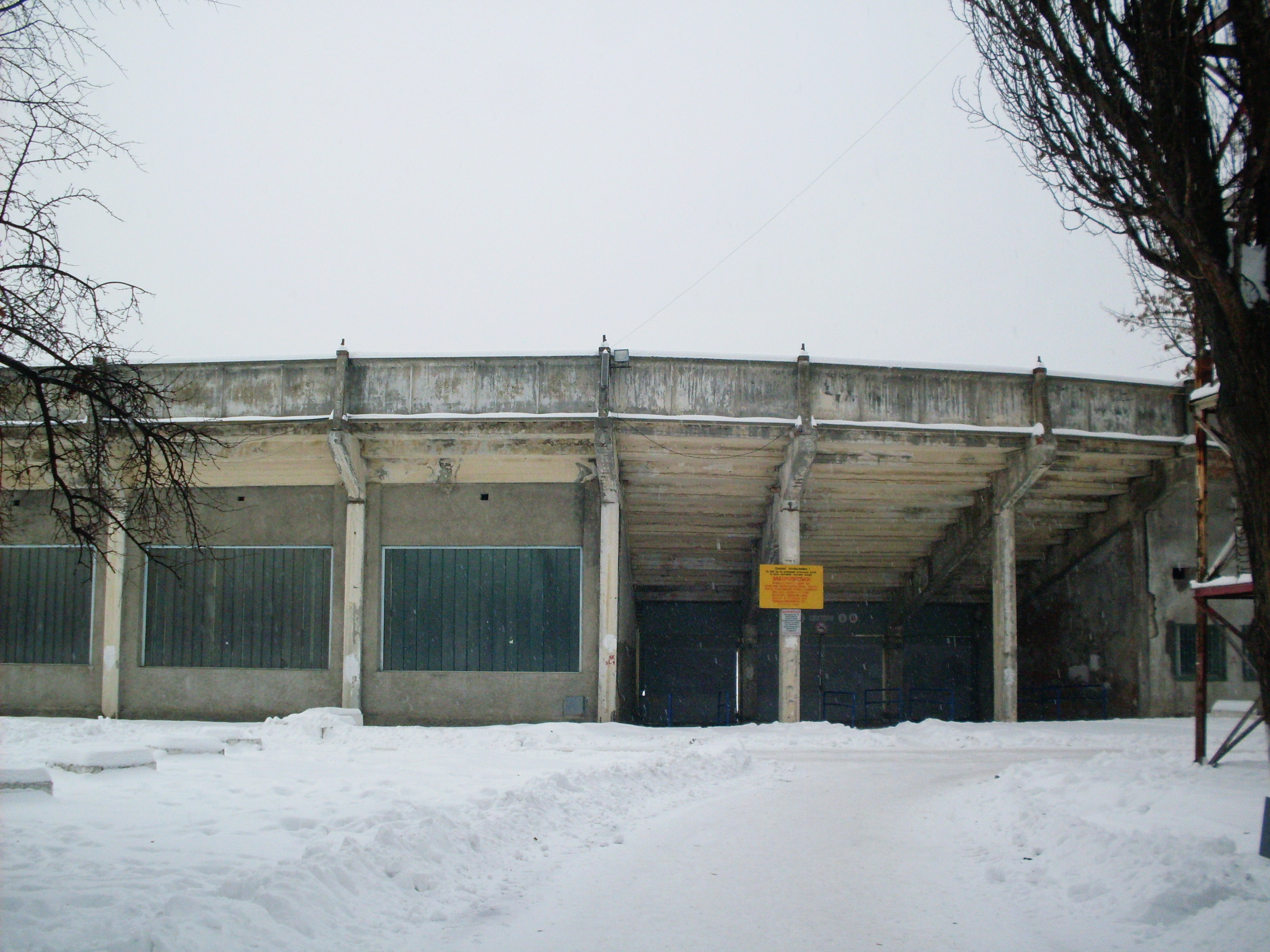
Зовнішній вигляд стадіону
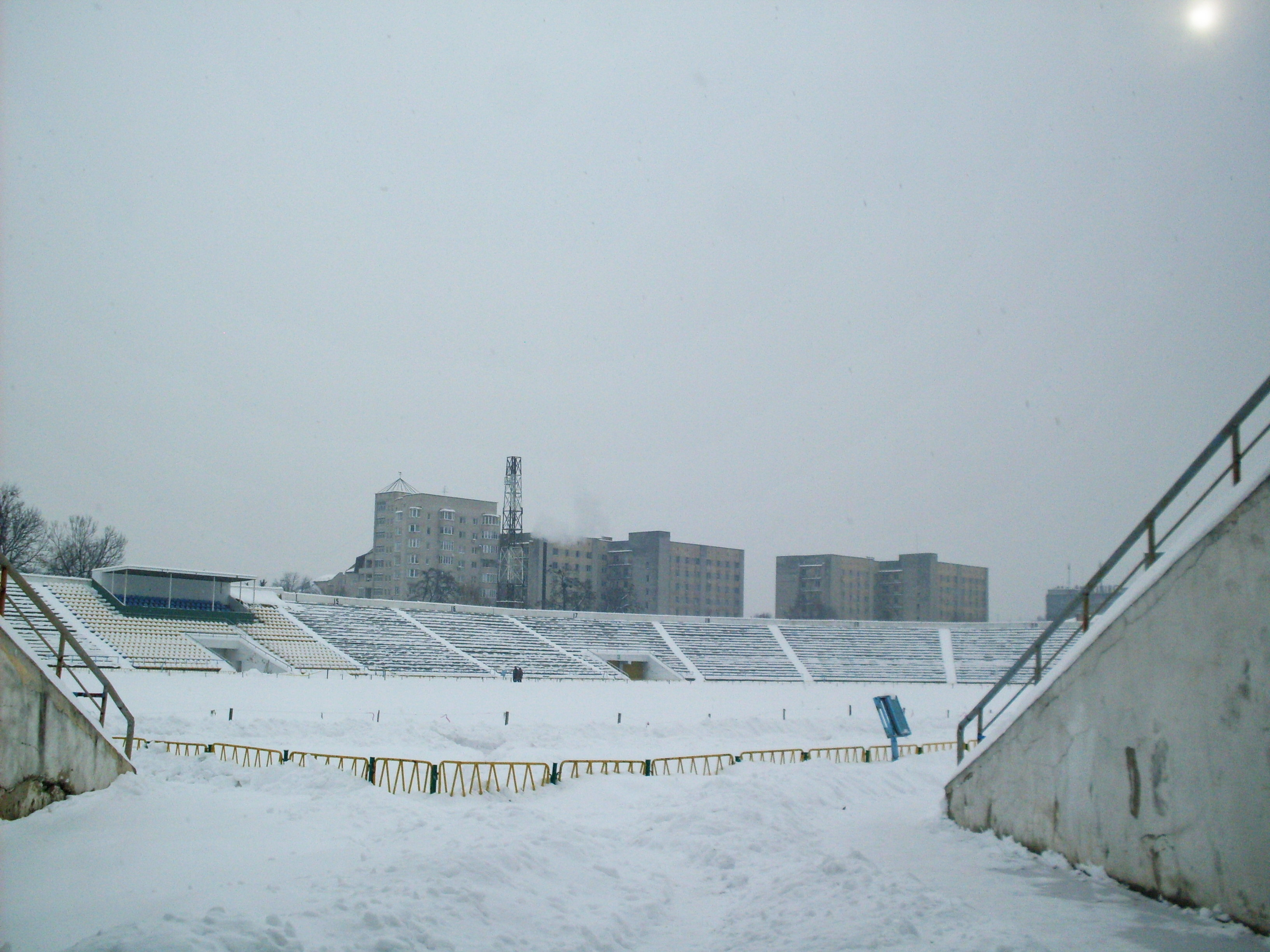
Стадіон взимку